# Saint-Claude, Guadeloupe
Saint-Claude là một xã thuộc tỉnh Guadeloupe vùng lãnh thổ hải ngoại Guadeloupe của Pháp ở biển Caribbean.